# Глазастая короткопёрая солея
Глазастая короткопёрая солея (лат. Microchirus ocellatus) — вид субтропических донных морских рыб из семейства правосторонних морских языков отряда камбалообразных.

## Описание
Небольшая камбала, общая длина тела достигает до 20 см, но обычно около 15 см. В спинном плавнике от 62 до 70 мягких лучей, в анальном — от 64 до 75, жестких лучей нет. Основной фон окраски серовато-буроватый с более темными расплывчатыми пятнами, более темными в передней части тела. В передней части тела, посередине, на боковой линии, имеется округлое темное серое пятно. Перед хвостовым плавником поперечная тёмная полоса со светлыми краями. На задней половине тела расположены четыре круглых тёмных серых глазка, окаймлённых внутри черными, а снаружи желтыми кольцами.

## Ареал и места обитания
Глазастая короткопёрая солея распространена в субтропических водах в центральной части Восточной Атлантики у побережий остров Мадейра, Канарских островов, Западной Африки от берегов Габона, Сьерра-Леоне, Ганы, Гвинеи-Бисау и Сенегала до юго-запада Пиренейского полуострова, встречается по всему Средиземному морю, включая Лигурийское и Эгейское моря, и в северо-западной части Индийского океана, в Красном море и Персидском заливе. Ареал этого вида находится между 43° и 4° северной широты. Морской донный вид. Обитает на глубине от 10 до 300 м, на песчаных и илистых грунтах.

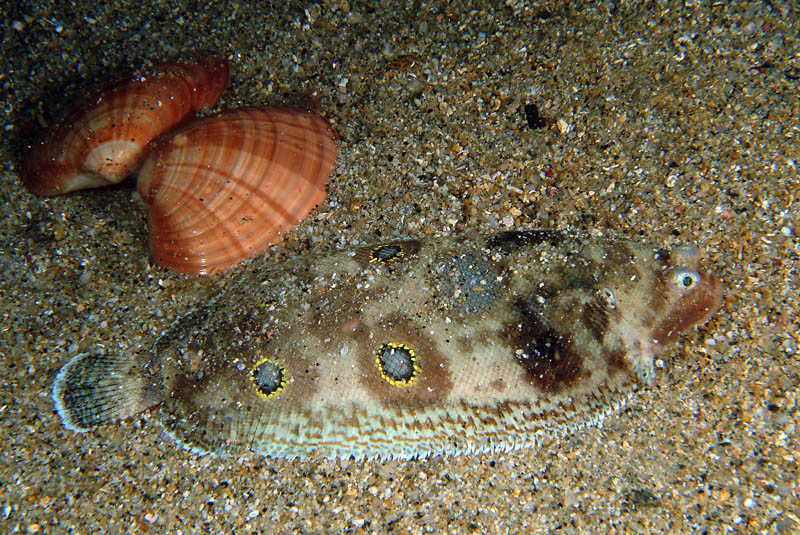

## Вылов и охрана
В настоящее время о популяции, среде обитания вида или влиянии потенциальных серьёзных угроз известно мало, поскольку статистика его вылова смешана с другими видами короткопёрых солей. Глазастая короткопёрая солея имеет незначительный коммерческий интерес. Её ловят тралами, неводами и жаберными сетями. Средняя глубина коммерческого траления в этом районе составляет от 35 до 200 м, что означает, что этот вид может быть значительно выловлен в качестве прилова при коммерческом тралении в пределах его ареала, хотя в основном оно выбрасывается. Неизвестно, как вылов влияет на этот вид или его среду обитания, но в настоящее время считается, что это не наносит вреда его популяции. Он регулярно присутствует на рынках на побережье Тирренского моря, иногда в Испании, Марокко, Греции, Турции и на Кипре; в других местах редко. Специальных мер по сохранению этого вида нет. Однако в каждой стране региона есть охраняемые территории или определённое расстояние от берега, где траление запрещено. Расстояние от берега определяет глубину траления (обычно от шести до 12 морских миль от берега), в основном для отделения коммерческого траления от кустарного промысла.